# Agamemnon (keresztnév)
Az Agamemnon görög eredetű férfinév, valószínű jelentése: körültekintő, óvatos.

## Gyakorisága
Az 1990-es években szórványosan fordult elő. A 2000-es és a 2010-es években nem szerepel a 100 leggyakrabban adott férfinév között.
A teljes népességre vonatkozóan a 2000-es és a 2010-es években az Agamemnon nem szerepelt a 100 leggyakrabban viselt férfinév között.

## Névnapok
ajánlott névnap
- január 4.[2]

## Híres Agamemnonok
- Agamemnón, a görög mitológiában szereplő király
- Makrisz Agamemnon, Kossuth-díjas görög származású magyar szobrász